# Trichoscypha pauciflora
Trichoscypha pauciflora är en sumakväxtart som beskrevs av Van der Veken. Trichoscypha pauciflora ingår i släktet Trichoscypha och familjen sumakväxter. Inga underarter finns listade i Catalogue of Life.